# Pila bautismal de Saint-Barthélemy
La Pila bautismal de Saint-Barthélemy  (en idioma francés Fonts baptismaux de Notre-Dame) de la Colegiata Saint-Barthélemy de Lieja, según la definición de algunos historiadores, es una obra maestra del arte mosano, tanto en el plan estético como técnico. Los apasionados por el arte mosano la presentan como «una de las siete maravillas de Bélgica».
El valle del río Mosa, en la moderna Bélgica y Francia, aproximadamente colindante con la diócesis de Lieja, fue el principal centro de metalistería románica del siglo XII, que seguía siendo el medio artístico más prestigioso.
Tapa de pila bautismal== Historia ==
La pila bautismal son de la Notre-Dame-aux-Fuentes, se cree fue realizada bajo el mandato de Notker primer príncipe-obispo de Lieja, cerca del final del siglo X, después de 1107 y completada en 1118, aunque no es imposible que la pila estuviera originalmente en la catedral de Nuestra Señora y San Lamberto de Lieja. Esta pequeña iglesia estaba en su flanco sureste, funcionaba como el baptisterio de la ciudad. Estas fechas dadas, se basan en el período del cargo del Abad Hellin, párroco de la iglesia, conocido por ser el que la había encargado, porque en su obituario en el Chronicon Rythmicum Leodiense contemporáneo, la pila está claramente descrita, aunque sin mencionar al artista. Tanto la catedral como la iglesia fueron destruidas durante la Revolución Francesa, y la pila fue escondida para su custodia antes de ser trasladada a su ubicación actual en 1804. La crónica de Lieja describe una tapa con figuras de los Cuatro Evangelistas y profetas, presumiblemente también en metal, que se perdieron durante la Revolución, junto con dos de los bueyes de soporte. En el siglo XX, el zócalo y el marco de piedra actuales reemplazaron a una piedra sólida redonda construida en 1804. La pila todavía se usa para bautismos en la actualidad; normalmente hay que contribuir con un pequeño cargo económico.

### Atribución a Renier de Huy
La obra ha sido tradicionalmente atribuida a Renier de Huy, un metalúrgico y escultor del siglo XII, pero esto, e incluso el origen mosano de la pila, han sido cuestionados y las teorías alternativas han avanzado. Nada se sabe de la vida de Reiner aparte de que fue mencionado en un documento de 1125 como orfebre, aunque en una crónica del siglo XIV se menciona como el artista de la pila. Sobre la base de testimonios de los escritores del Chronicon, donde se describe la pila como excepcional, pero no dice nada sobre su procedencia, los historiadores versificados como Jean d'Outremeuse, da tres versiones diferentes, el trabajo se atribuye a un orfebre de  hutois Renier de Huy, y ubicado entre 1107 y 1118. Pero otras fuentes, como Louis Abry, especificaron que «la pila bautismal fue realizada más allá de las montañas». Reiner pudo haber fallecido alrededor de 1150. Otra figura igualmente sombría de la generación siguiente en la metalistería del Mosa, Godefroid de Huy o de Claire, también era originario de la pequeña pero próspera ciudad de Huy en el Mosa.
La única otra obra generalmente aceptada por el maestro de la pila, Reiner, es un pequeño crucifijo de bronce (Schnütgen Museum, Colonia); otro en Bruselas, también podría atribuírsele por sus muchas similitudes. Otros eruditos atribuyen un incensario de estilo similar a Renier o un seguidor suyo.

### Una atribución disputada
Es difícil contradecir a los especialistas que especifican que en el siglo XII este tipo de fundición capaz de lanzar este tipo de piezas grandes y complejas no se encontraba en Lieja. Había excelentes orfebres en Lieja, pero no es lo mismo hacer un incensario o incluso una campana y una pieza como la pila tan perfecta. Los historiadores actuales parecen más bien creer que se trata de un botín del emperador Enrique IV del Sacro Imperio Romano Germánico, un tesoro reportado y entregado en agradecimiento al obispo Otbert por su ayuda con los Caballeros de Hesbaye al tomar Milán. Otros eruditos proponen que esta obra, por su influencia bizantina -el bautismo es parte del ciclo de la iconografía bizantina- vendría de la Archibasílica de San Juan de Letrán y sugieren el año mil como la fecha de fabricación. Es posible que el abad Hellín fuera el que propusiera la realización de los bueyes. Pero se puede objetar que la tradición carolingia está inspirada en Bizancio.

### Un olvido de cuatro siglos
Entre los siglos XIV y XVII, Lieja tenía muchos visitantes que más o menos describían con detalle la ciudad, pero únicamente Francesco Guicciardini menciona Notre-Dame-aux-Fuentes, como una de las tres parroquias de la catedral. Es necesario esperar a Pierre Lambert de Saumery, en el primer volumen de sus Délices, que en relación con la ciudad de Mosane, dedicó algunas líneas a su historia y sus obras de arte. Pero no hay más palabras sobre este arte medieval que ya se considera arcaico. Tal vez fue este pequeño interés lo que salvó a la «pila sagrada» de la Revolución.

### Instalación en la Colegiata

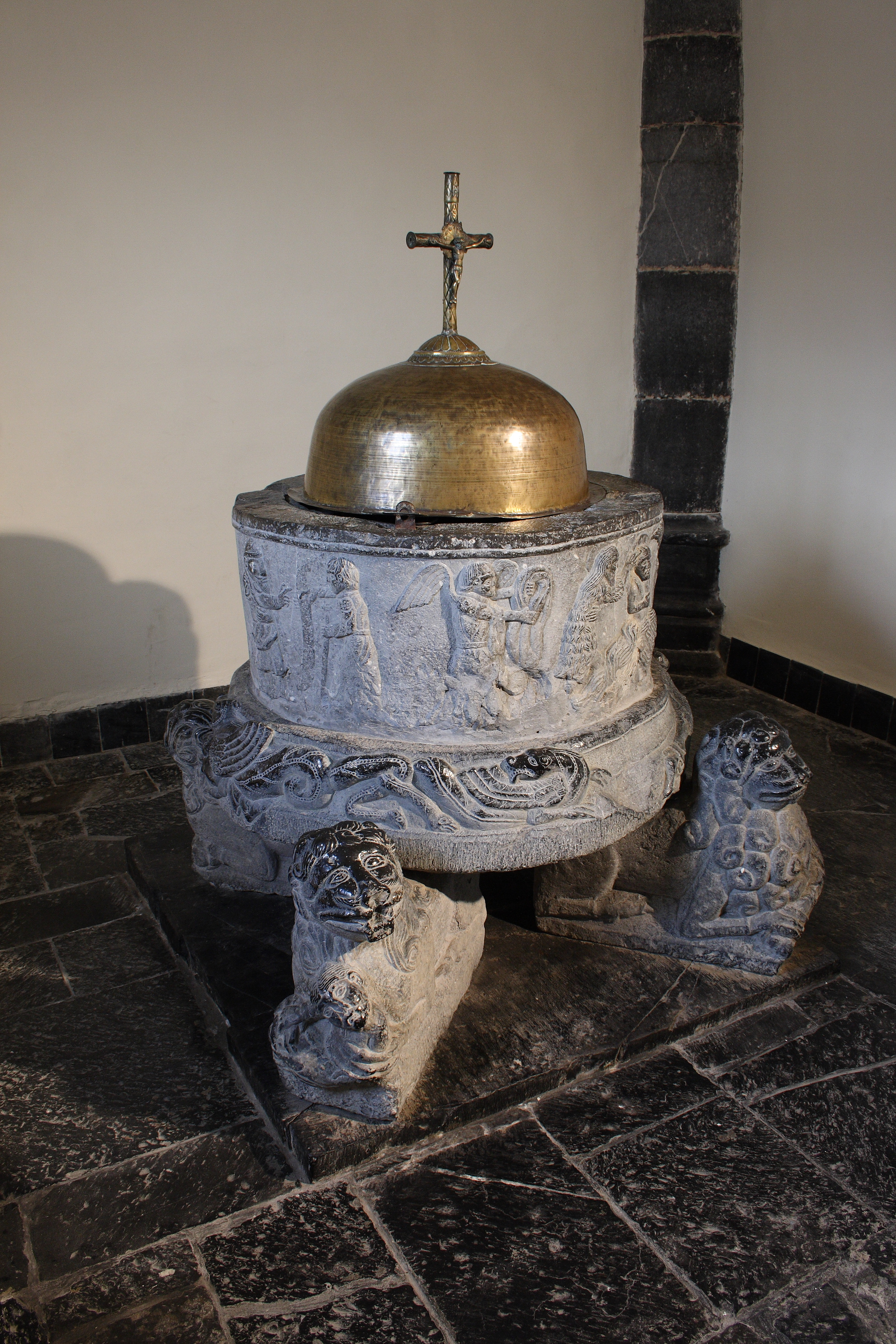
La pila bautismal de Furnaux (Mettet), está igualmente inspirada por la teología de Rupert de Deutz.

Durante la Revolución francesa la iglesia de Notre-Dame-aux-Fonts fue destruida, así como la catedral. De 1796 a 1803, la pila se ocultó en casas particulares, luego se llevó a la Colegiata Saint-Barthélemy de Lieja, que había perdido su capítulo y se convirtió en una iglesia parroquial. La pila bautismal volvió a estar en servicio en febrero de 1804. No se encontraron dos de los bueyes de la base original ni la tapa. Se supone que la tapa estaba hecha de bronce, como el cuenco, y que llevaba las figuras de los evangelistas y profetas del Antiguo Testamento.
El pueblo de Furnaux en Mettet, tiene una pila bautismal en piedra que, sin ser una réplica de las de Lieja, está inspirada en la misma teología, la de Rupert de Deutz y fue realizada entre el 1135 y 1150.

## Descripción

### Estilo y origen
Las figuras en la pila están ejecutadas en alto relieve, y tienen un notable estilo clásico; tanto es así que también se ha sugerido que se pudo haber realizado en Constantinopla, o por los griegos en Roma alrededor del año 1000. Otras explicaciones atribuyen el clasicismo a la influencia bizantina cercana, aunque como señalan Honor y Fleming, «En proporciones corporales, posturas, gestos y prendas de vestir, recuerdan modelos clásicos que van mucho más allá del arte bizantino, carolingio o incluso del cristianismo primitivo»; y sugieren que el artista pudo haber visto esculturas griegas antiguas en Constantinopla en la Primera Cruzada. Otros escritores explican que el estilo surgió de las tradiciones más antiguas del arte mosano o el arte carolingio, con influencia bizantina reciente y prefiguración del estilo de figura gótica. Las imágenes idealizadas están modeladas en formas redondeadas; hay varias figuras desnudas, y una se ve desde atrás en una vista de tres cuartos, una pose clásica sofisticada.
El argumento histórico-artístico sobre el origen de la pila ha sido vigoroso y, a veces, áspero, y en las últimas décadas se ha llevado a cabo principalmente en Francia. En apoyo de la teoría del origen bizantino, el análisis del plomo en 1993 ha demostrado que proviene de minas en España o Cerdeña, mientras que otras obras de Mosan utilizan metal de origen local. Pierre Colman y su esposa Berthe Lhoist-Colman han desarrollado una teoría «romana», según la cual Otón III del Sacro Imperio Romano Germánico encargó la pila a los artesanos griegos en Roma alrededor del año 1000, como regalo para la San Juan de Letrán. Décadas más tarde fue llevado por Enrique IV o Enrique V a la región del Mosa. Sin embargo, la mayoría de los historiadores de arte continúan aceptando la atribución tradicional de Mosa, y relacionan el estilo con las otras obras mencionadas anteriormente.

### Material español y sardo
El latón, aleación de cobre y zinc es el material principal de la pila cuyos porcentajes son 77% y 17%, el cobre en el Imperio, únicamente se encuentra en la Harz (Goslar). En la Edad Media, el zinc no se obtiene en estado metálico, sino a partir del carbonato de zinc que se encuentra en el país del Mosa, en La Calamine, por ejemplo. También hay alguna pista cuyo análisis isotópico muestra que no es de origen local y ciertamente tampoco del valle de Vesdre o el Harz. Este análisis muestra un origen español o sardo. En comparación, las pilas de Tienen se hacen con plomo local en 1149. Por último, el grano de la aleación de la pila de Lieja no coincide con el grano que caracteriza a todas las obras en bronce producidos en la región alrededor del siglo XII. Estos elementos tienden a creer que los fundidores de este trabajo utilizaron un método único para fundir en Lieja.

### Iconografía

#### Los doce bueyes
La obra fue hecha por fundición a la cera perdida, con el molde de la cuenca en una sola pieza; el tamaño no fue necesariamente excepcional, ya que tanto las campanas de las iglesias como las calderas para hogares grandes probablemente fueron fundidas en tamaños comparables; algunas puertas de la iglesia fundidas en una sola pieza, aunque planas, también eran mucho más grandes. La pila era sostenida figuradamente por doce bueyes (faltan dos), que emergían de un pedestal de piedra Los bueyes, originariamente eran doce, corresponden a un símbolo incluido en el Antiguo Testamento, haciendo referencia al mar de bronce fundido... para el Templo de Salomón.

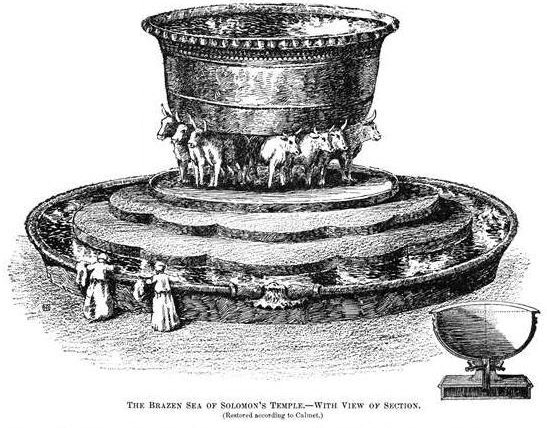
Representación del desaparecido Mar de Bronce en la Jewish Encyclopedia (Enciclopedia Judía) de 1906.

De hecho, en el Libro de Reyes, se dice que Salomón ordenó un Mar de Bronce  apoyado por 12 bueyes, para la explanada del templo de Jerusalén, era una cisterna circular  de diez codos (4,40 metros) de diámetro y cinco de profundidad (2,20 m) Es posible que los doce bueyes del Mar de Bronce representen a los doce pastores o los doce apóstoles. Por lo tanto, los bueyes, cada tres orientados hacia los cuatro puntos cardinales podrían simbolizar la misión confiada por Cristo a los Doce Apóstoles: «Id y haced discípulos a todas las naciones, bautizándolos en el nombre del Padre, y del Hijo, y del Espíritu Santo; enseñándoles que guarden todas las cosas que les he mandado; y yo estaré con vosotros todos los días, hasta el fin del mundo (Mateo 28:19-20)») El Mar de Bronce estaba colocado delante del templo para que los sacerdotes hicieran sus abluciones antes y después de los sacrificios. Algunas fuentes describen que el agua salía de la boca de los bueyes que sostenían este gran recipiente por medio de canillas puestas en ellas. La Biblia relata que fue destruido por los babilonios al tomar la ciudad.

#### Bautismo de Cristo en el Jordán

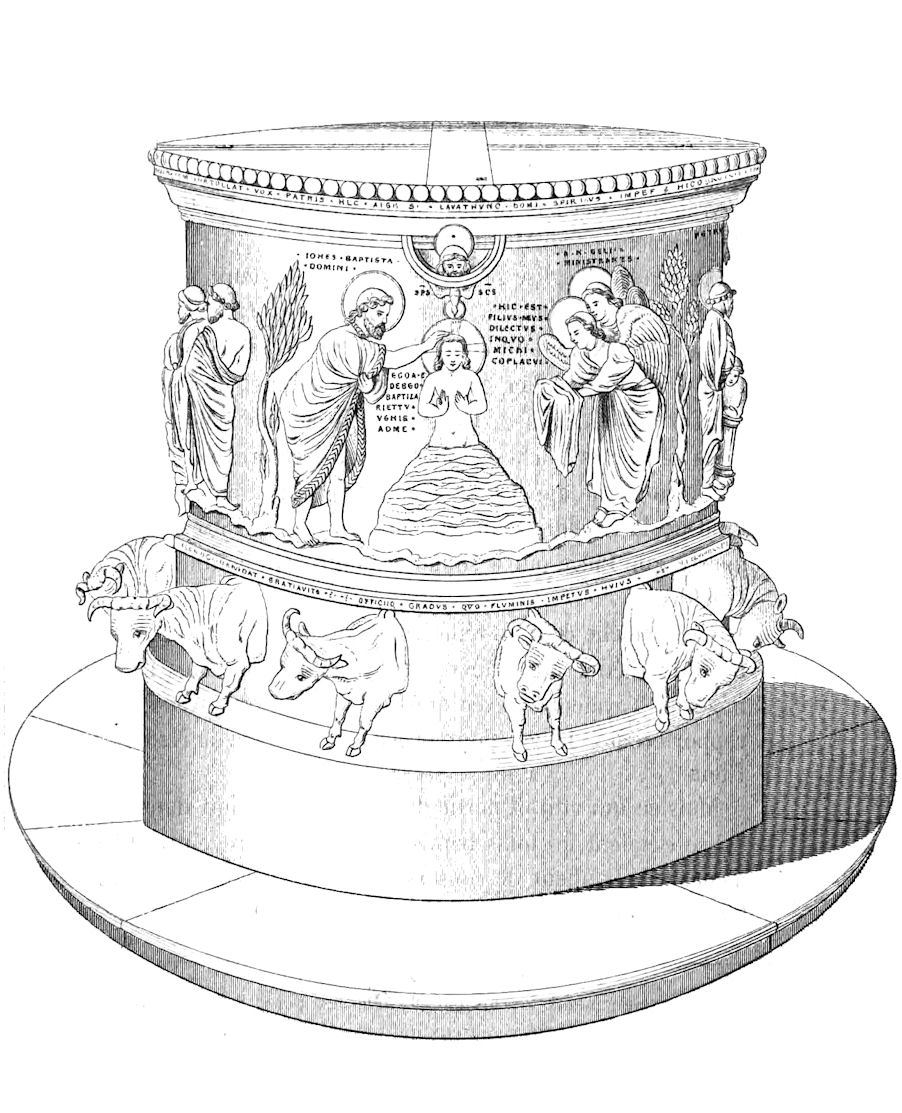
Dibujo de 1846 de la pila bautismal con la escena del Bautismo de Jesús y donde aparecen los bueyes del soporte.

La escena principal es el bautismo de Cristo. San Juan Bautista está vestido con la vestimenta de los ermitaños del desierto; muestra gran respeto y humildad frente a Cristo. Esta veremonia está relatada en los tres Evangelios sinópticos de Mateo, Marcos y Lucas.
Cristo está inmerso en el río Jordán; él es el único personaje que se muestra en posición de frente en la pila bautismal. Con su mano derecha hace el signo de la Trinidad. Encima de él, Dios Padre está representado por una cabeza de anciano aureolada, inclinada hacia Jesús y rodeada por una nube representada por una moldura semicircular de la que surgen los rayos. Como señal de respeto, los unos ángeles esconden sus manos debajo de una tela que tienden a Cristo, seguramente para cubrirse cuando termine la ceremonia del bautismo. Dado que el bautismo de Jesús por Juan el Bautista es coronado por la bajada del Espíritu Santo y la proclamación de Dios Padre de la filiación divina de Jesús, los cristianos consideraron esta escena como una manifestación o teofanía del misterio de la Santísima Trinidad. A partir del siglo VI, en la pintura bizantina la escena se enriquece con otros detalles, como la presencia de ángeles que actúan como acólitos, tal como se aprecia en la pila bautismal de Saint Barthélemy.

#### Predicación de san Juan Bautista

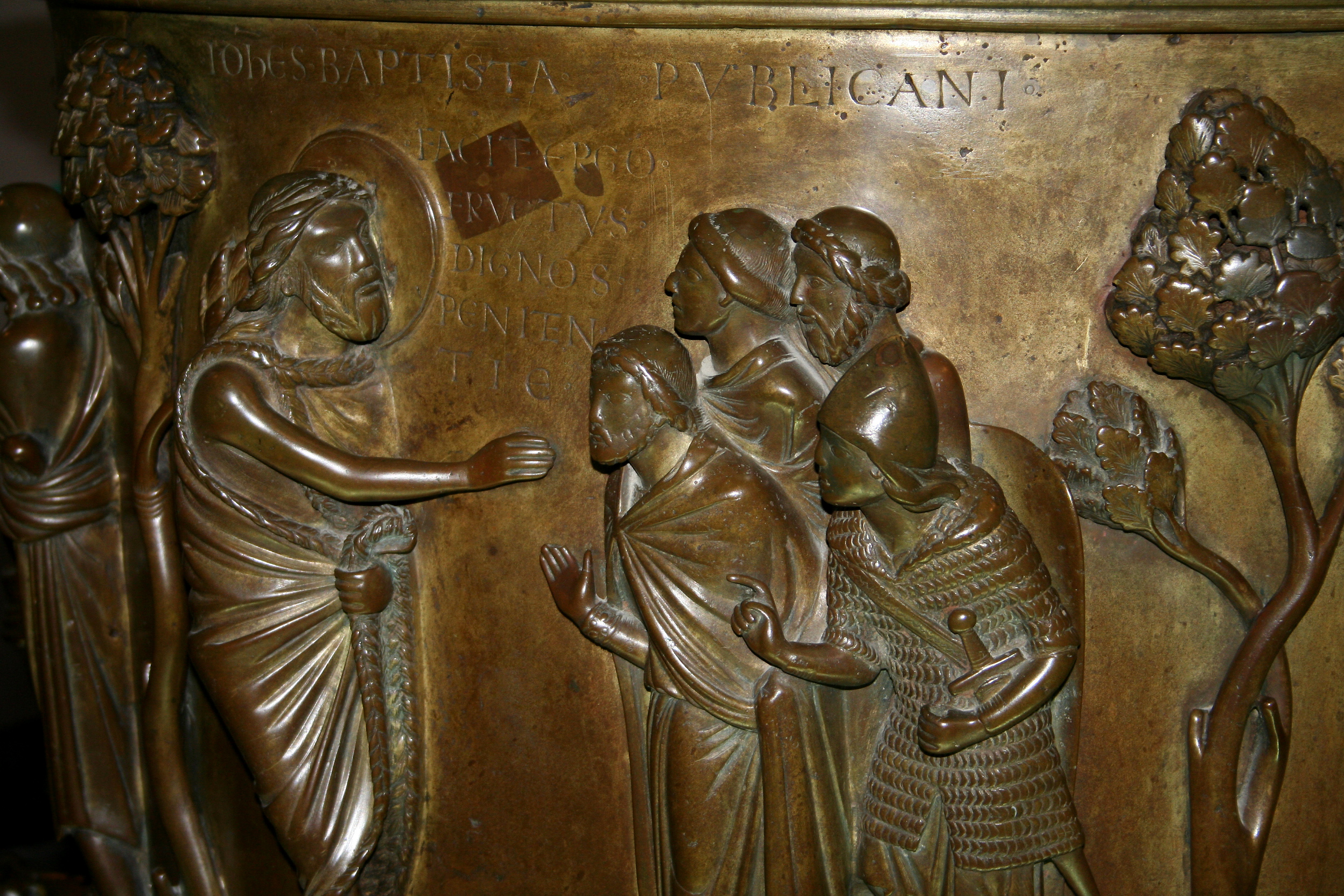
La Predicación de san Juan Bautista

El grupo frente al santo es un resumen de la multitud que escuchaba a este precursor; las emociones experimentadas por este grupo aparecen muy bien en las caras. Entre san Juan Bautista y el grupo, hay un vacío para simbolizar la brecha que existía entre las nuevas concepciones y las antiguas. Un brazo de san Juan Bautista se esfuerza por llenar este vacío. El precursor, con el vestido de los ermitaños del desierto, llama al arrepentimiento a publicanos vestidos a la moda de los ricos comerciantes y a un hombre de armas con una cota de malla, una espada en la cintura, un casco, y un escudo colgando hacia atrás en la espalda.

#### Bautismo del centurión Cornelio por San Pedro

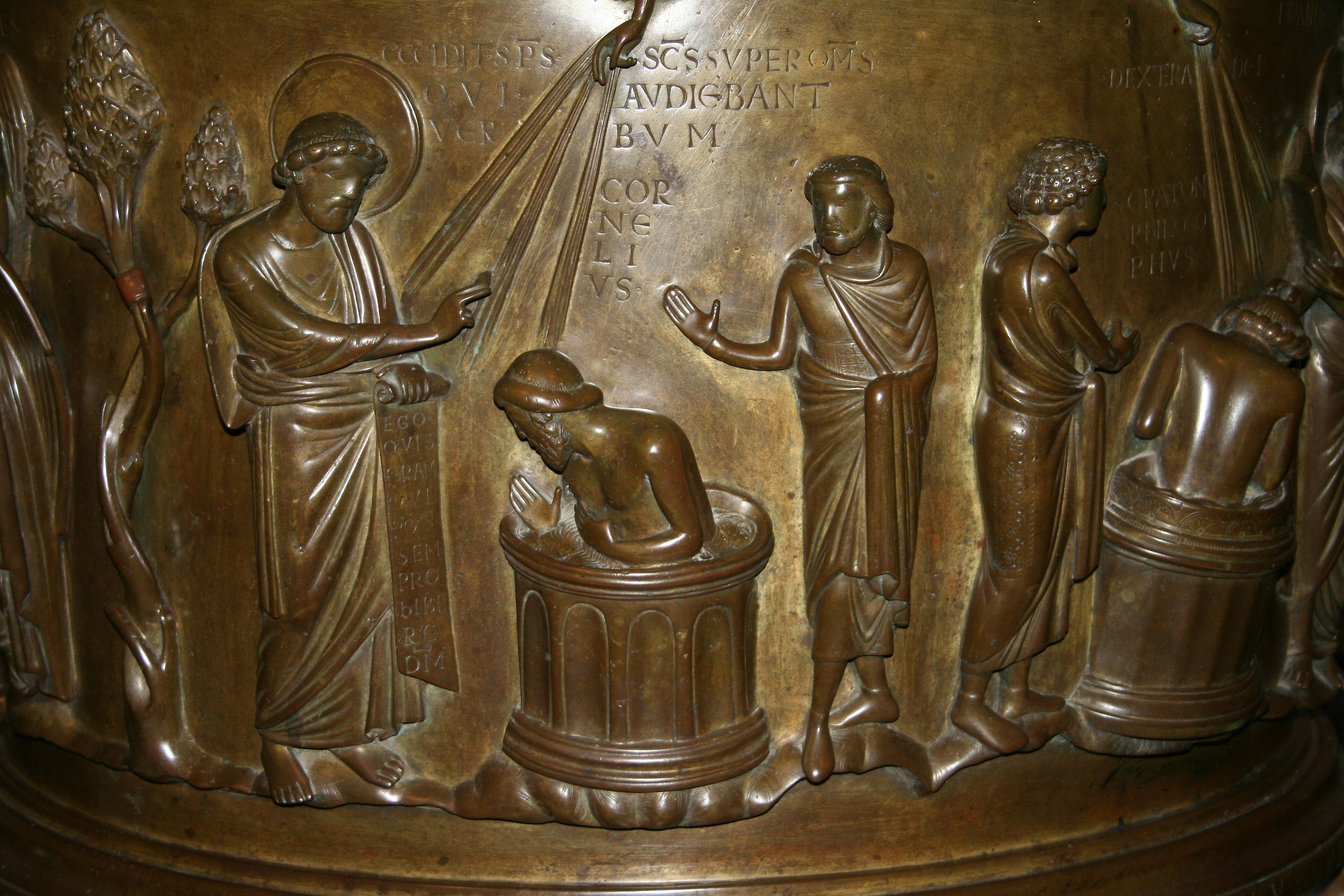
Bautismo del centurión Cornelio

Cornelio, un centurión romano, debió escuchar acerca de Cristo y sus enseñanzas. La conversión de Cornelio se narra en el capítulo 10 de los Hechos de los apóstoles. Cornelio vivía en la ciudad de Cesarea Marítima, y aparece en el Nuevo Testamento como hombre «piadoso y temeroso de Dios» (Hechos, 10, 2). Tuvo la visión de un ángel que le decía que sus oraciones habían sido escuchadas y que enviara buscar Simón Pedro, el apóstol, que vivía en Jaffa en casa de un tintorero llamado Simón. (Hechos, 10, 5) A su vez, Pedro tuvo otra visión (Hechos, 10, v. 10-16) que le decía, mediante un símbolo, que no considerara ni dijera que era impuro lo que Dios mismo había purificado. Con ello, cuando llegaron los hombres enviados por Cornelio, Pedro entendió que la visión quería decir que los gentiles, aquellos que no eran judíos, también podían ser convertidos y hacerse cristianos. Cuando Cornelio encontró a Pedro, se arrodilló ante él y Pedro le dio la bienvenida, Pedro le explicó el ministerio de Cristo y su resurrección, entonces el Espíritu Santo, (Hechos, 10, 47).  Cornelio y sus acompañantes fueron bautizados entonces, en nombre de Cristo.(Hechos 10 :48).

#### Bautismo de Craton por san Juan el Evangelista

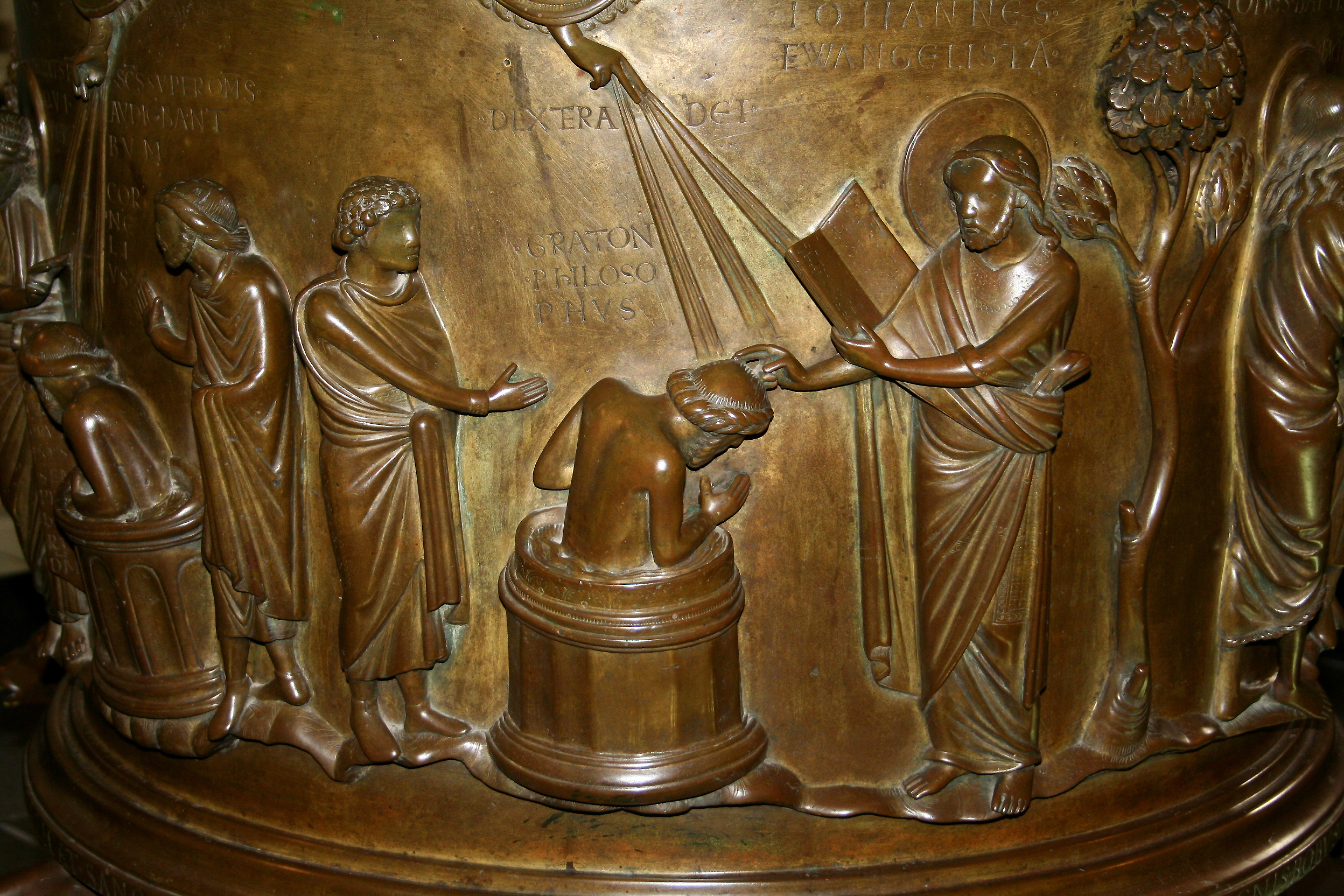
Bautismo de Craton

La escena adyacente es el bautismo de Craton. Este filósofo griego, que abogó por el desprecio de la riqueza, fue convertido y bautizado por san Juan Evangelista, reconocible por el libro que tiene en la mano. La Mano de Dios aparece desde arriba para señalizar aprobación. En el arte cristiano y bizantino temprano, la mano de Dios se ve aparecer desde arriba en un número bastante restringido de contextos narrativos, a menudo en un gesto de bendición , pero a veces realizando una acción. Gertrud Schiller distingue tres funciones de la mano en el arte cristiano: como símbolo de la presencia de Dios o la voz de Dios, o significando la aceptación de Dios de un sacrificio.
Estas dos escenas muestran una gran unidad. Primero en temas pero también en composición; normalmente, un árbol separa las escenas, que aquí está ausente.